# Jerzy Sonek
Jerzy Sonek (ur. 23 marca 1943 w Katowicach, zm. 24 września 2019) – polski działacz opozycyjny i związkowy okresu PRL, pracownik huty „Baildon” w Katowicach.

## Życiorys
W okresie 1958–1999 był pracownikiem Huty Baildon. W międzyczasie, w 1961 roku ukończył Zasadniczą Szkołę Zawodową przy tym zakładzie pracy.
Od września 1980 roku był członkiem NSZZ „Solidarność”. Działał w strukturach zakładowych związku, będąc m.in. przewodniczącym Komitetu Założycielskiego na Wydziale Automatyki oraz Komisji Wydziałowej. Był członkiem Komitetu Zakładowego oraz delegatem na I i II Wojewódzki Zjazd Delegatów Regionu Śląsko-Dąbrowskiego. We wrześniu 1980 roku uczestniczył w strajku okupacyjnym w hucie.

Z chwilą ogłoszenia stanu wojennego w 1981 roku uczestniczył w strajku okupacyjnym w zakładzie. W dniu 14 grudnia 1981 roku został pobity przez ZOMO na tzw. "ścieżce zdrowia" i aresztowany na 48 godzin. Ponownie aresztowano go 5 stycznia 1982 roku, a dzień później został zwolniony z pracy. Osadzono go w katowickim Areszcie Śledczym, a w dniu 27 marca 1982 roku został skazany przez Sąd Śląskiego Okręgu Wojskowego na karę 10 miesięcy więzienia, którą odbył w zakładach karnych w Raciborzu i Strzelcach Opolskich. Równolegle był rozpracowywany przez Wydział V-1 Komendy Wojewódzkiej Milicji Obywatelskiej w Katowicach - krypt. Zapora. W sierpniu 1982 roku został zwolniony na okres próbny i przywrócony do pracy. W latach 1982–1989 zajmował się m.in. kolportażem książek i czasopism podziemnych (m.in. "Tygodnik Mazowsze", "RIS", "Wolny Związkowiec") oraz ulotek i cegiełek z przeznaczeniem na pomoc represjonowanym. W tym okresie był wielokrotnie zatrzymywany i przesłuchiwany, a jego mieszkanie - rewidowane. W latach 1984–1987 był rozpracowywany przez Wydział v-2/V-1 Wojewódzkiego Urzędu Spraw Wewnętrznych w Katowicach - krypt. Hutnik.
W 1989 roku był członkiem Prezydium Komitetu Założycielskiego NSZZ „Solidarność” w Hucie Baildon. Następnie, w latach 1990-1998 był wiceprzewodniczącym Komitetu Zakładowego związku, a od 1998 roku - członkiem Międzyzakładowej Komisji Związkowej. W latach 1990–1998 uczestniczył w Wojewódzkich Zjazdach Delegatów oraz był członkiem Rady Sekcji Krajowej Hutnictwa i Rady Sekretariatu Metalowców przy Komisji Krajowej związku. Od 1998 pełnił funkcję wiceprzewodniczącego Regionalnego Sekretariatu Emerytów i Rencistów „Solidarności”. W 2001 przewodził Komitetowi Protestacyjnemu po ogłoszeniu upadłości huty, uczestnicząc w 44-dniowej głodówce. Na emeryturę przeszedł w 2003 roku. Od 2004 należał do Związku Więźniów Politycznych Okresu Stanu Wojennego.
W dniu 14 stycznia 1992 roku Sąd Najwyższy w Warszawie uchylił wyroki Sądu Śląskiego Okręgu Wojskowego z marca 1982 roku, uniewinniając Jerzego Sonka od przypisywanych mu przestępstw.
Został pochowany na cmentarzu parafialnym przy ul. Mieszka I (Osiedle Tysiąclecia) w Katowicach.

## Odznaczenia
Za swą działalność Jerzy Sonek został uhonorowany licznymi odznaczeniami związkowymi: Złotym Medalem „Solidarności” Regionu Śląsko-Dąbrowskiego (2000), Medalem Serce Solidarności (2000) oraz Medalem 25-lecia „Solidarności” (2005). W 2009 roku Prezydent RP Lech Kaczyński odznaczył go Krzyżem Kawalerskim Orderu Odrodzenia Polski, natomiast w 2016 roku został odznaczony Krzyżem Wolności i Solidarności